# La Lagunita Country Club
La Lagunita Country Club, también conocida como "La Lagunita", es una urbanización ubicada al sureste de Caracas, en el municipio El Hatillo.

## Antecedentes

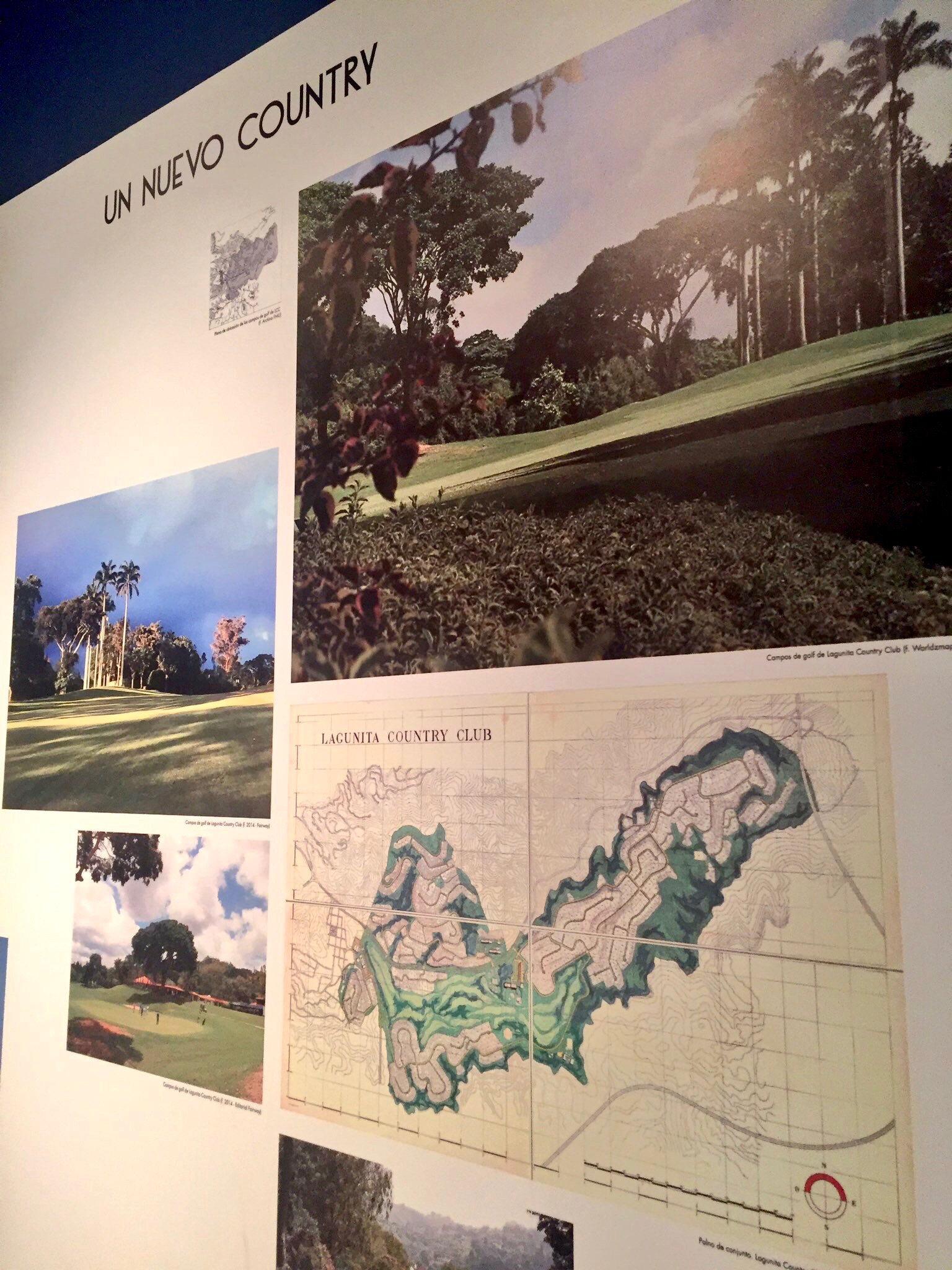
Presentación de La Lagunita Country Club en la exposición “Arquitectura norteamericana en Caracas 1925-1975: Our Architects”, donde se reseñó dicho proyecto de urbanismo bajo el nombre "Un nuevo Country".

La Lagunita Country Club nace con la idea de urbanizar unos terrenos situados en la jurisdicción de El Hatillo, para entonces propiedad de Don Ricardo Emilio Beiner, quien los había adquirido a su vez del expresidente de la República, el General Eleazar López Contreras, en el año de 1944. A mediados de los años 1950, la Hacienda La Lagunita no era nada más que una extensión de terreno accidentado, ajedrezados por lagunas y pantanos, que hacían difícil el desplazamiento a los pozos vacunos que pacían en sus claros pastizales. Estos eran terrenos sembrados a parches de piñas y naranjas, prácticamente aislados de Caracas, donde no había nada más que una casa rústica, en medio de la extensión verde, y algunos galpones que albergaban pollos.
Para comienzos del año 1956, el Sr. Luis Wannoni logró convencer a un grupo de empresarios futuristas, los consorcios de San Román, Alfonzo y Benacerraf, para comprar las tierras. Sin embargo, su dueño, Ricardo Emilio Beiner, se resistía a venderlos, pues se encontraba apegado a la querencia de sus predios agropecuarios. Finalmente, una oferta de dieciocho millones de bolívares, un monto impensable para el momento, lo hizo ceder ante la iniciativa de la urbanizadora Lagunita S.A., sin no antes imponer algunas condiciones personales.
Por lo tanto, una vez asegurada la compra de los terrenos, el 15 de septiembre de 1956 quedó constituida la empresa urbanizadora y como quiera que siempre privó la idea de respetar la denominación original de la hacienda, la compañía quedó registrada oficialmente como: La Lagunita Sociedad Anónima. La primera junta directiva fue liderada por Gustavo A. San Román como primer Presidente, un hombre de gran visión que supo vislumbrar el exitoso desarrollo de los terrenos, teniendo como amplia experiencia la urbanización en Las Colinas de San Román, Las Mercedes, Valle Arriba, El Cafetal, Santa Cecilia, entre otros.

## Desarrollo de la urbanización

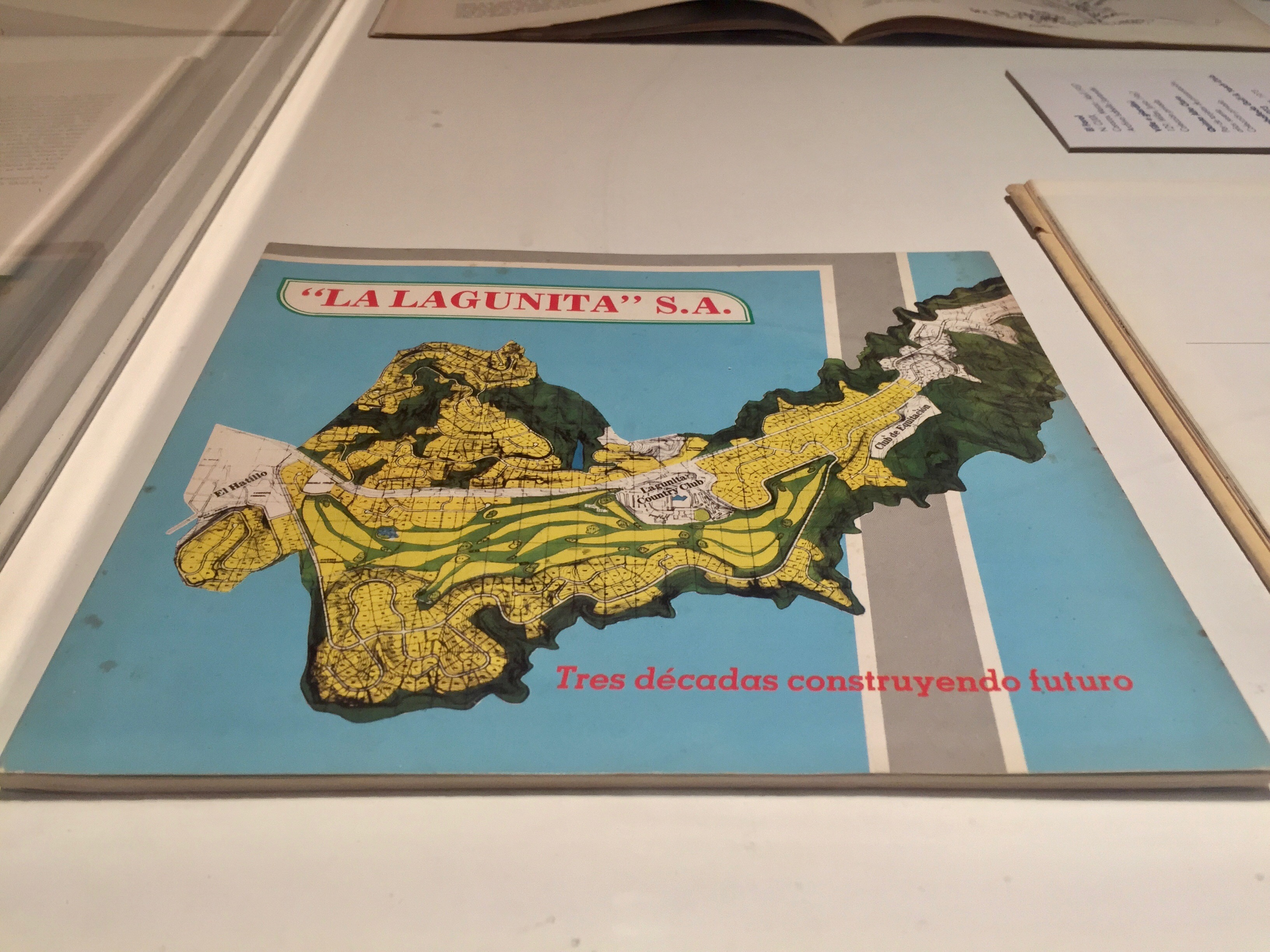
Folleto de presentación de la urbanización, elaborado por La Lagunita S.A.

La compra de los terrenos de la Hacienda La Lagunita se formaliza en 1957, cuando los promotores de la compañía firman una opción de compra e inmediatamente se inicia el estudio de los terrenos y el levantamiento topográfico de los mismos. Se procede al diseño urbanístico de los terrenos y se construye una maqueta para poder ofrecer a la venta las parcelas.
La atracción central del proyecto urbanístico giraba en torno a un moderno y extenso club, concebido como campo de golf fundamentalmente, pues en la Caracas moderna la cultura deportiva norteamericana del golf está sumamente presente. Este club fue deslumbrado como un centro social y deportivo para la urbanización que, poco después, terminaría funcionando con entera autonomía con el nombre de Lagunita Country Club.
El arquitecto, paisajista y naturalista brasileño, Roberto Burle Marx, fue traído para proyectar todo lo relacionado con la arborización y el paisajismo de la urbanización. Estos trabajos fueron inspeccionados por el botánico venezolano Leandro Aristeguieta. En materia de urbanismo, el proyecto contó con la colaboración del arquitecto y urbanista portugués Fernando Távora y del paisajista John Stodartt. Así mismo, también fue contratado el arquitecto de golf estadounidense Dick Wilson, experto recomendado por la Asociación de Golfistas Profesionales de América (P.G.A.).  Su obra fue supervisada por Joe Lee.
Al mismo tiempo que se construía la urbanización, también se construía el Parque del Este con el mismo equipo de paisajistas. Los requerimientos para el parque eran cuantiosos y variados, por lo cual hubo que hacer expediciones dentro del país para poder alcanzar tener las especies deseadas, pues Caracas sólo contaba con dos proveedores de plantas (un vivero en la Carretera Panamericana y otro en Campo Alegre). De ello, se benefició La Lagunita, sus áreas verdes así como su campo de golf, pues la urbanización absorbió especies únicas, de dimensiones extraordinarias que se traducen en una lectura de una masa vegetal voluptuosa y mixta en sus componentes. Este el caso de las palmas Yaguas, provenientes del Orinoco, las cuales cuentan con una estatura sorprendente, abanicada, con el tallo cubierto de las hojas secas y de exuberante follaje.

## Obras

### Avenida Principal de La Lagunita
La Avenida Principal de La Lagunita fue concebida por Roberto Burle Marx, sin aceras ni brocales, con caminerías paralelas a la avenida y a los campos de golf, a diferencia de los otros campos de la ciudad, que no incluyen aceras ni caminos peatonales. Está compuesta por cuatro canales de circulación, divididos entre ellos por amplias áreas verdes y una amplia isla arborizada, bajo el propósito de incorporar la naturaleza al paisaje urbano. La flora utilizada en dichas áreas tiene como objetivo representar cada una de las cuatro estaciones climáticas: primavera, verano, otoño e invierno.

### Campo de golf
El campo de golf de La Lagunita Country Club está considerado como uno de los mejores del continente, por expertos de Venezuela y del exterior. Este campo de golf de 18 hoyos, fue diseñado y realizado por la misma firma internacional de arquitectos que construyera, entre otros: los famosos campos de golf del Doral, en Florida (actualmente el Trump National Doral Miami); Villa Real, en Cuba; y dos para la Asociación de Profesionales de Golf en Palm Beach, Florida. Una fuerte inversión fue requerida para darle características ideales a este campo, el cual cuenta con un sistema de irrigación adecuado y un sistema de drenaje para asegurar óptimas condiciones de juego durante todo el año. 
El campo de golf de La Lagunita fue modulado tras los campos de Escocia, donde se originó dicho deporte. De esta manera, fue desarrollado con el fin de que se pareciera a los tradicionales campos de golf. No hay árboles o muy pocos, y la tierra tiene un sutil terreno ondulado. La disposición de los hoyos se encuentra dividida en dos partes: con los primeros nueve saliendo al punto más lejano de la casa club y los segundos nueve trayéndote de vuelta.
Al ser el campo de golf una obra de Dick Wilson, este también se caracteriza por el nivel de dificultad del mismo, firma del arquitecto norteamericano. Muchos de los hoyos del campo están diseñados deliberadamente sin línea de visión directa entre la posición de salida y el green. Un hoyo puede desviarse hacia la izquierda o hacia la derecha. Esa desviación o giro es lo que se conoce por "dogleg", en referencia a la similitud que guarda con el tobillo de un perro. Esta característica de los campos de Wilson le costó la victoria al equipo de los Estados Unidos en el 22.o 22.o Mundial de Golf de 1974 que se celebró en el Lagunita Country Club, donde perdieron su racha de victorias, quedando de tercer lugar.

### Club
Con la caída del régimen de Marcos Pérez Jiménez, el proyecto de la Casa Club y los campos de golf del Lagunita Country Club sufrieron un grave colapso. Si bien el primer arquitecto del club, Juan Arango, diseñó un club a imagen y semejanza de los otros clubes de golf de la ciudad, en adelante los planteamientos originales fueron simplificados y no todo fue ejecutado según las especificaciones propuestas por los paisajistas originalmente contratados para ello: Burle Marx, Fernando Tábora y Jonh Stodartt .
Al diseñar la urbanización, se tuvieron en cuenta sus bien definidos linderos naturales, que constituyen una garantía de conservación del valor de la propiedad. El clima es fresco y agradable. A una altura de 1.200 metros sobre el nivel del mar y dentro de un paisaje natural y campestre.

### Parque por la Paz
El Parque por la Paz queda ubicado en lo que antes era un terreno municipal con dos manantiales. Estos fueron transformados con el fin de construir un reservorio artificial de agua que contribuyera al regadío de los campos de golf. Para esto, se ejecutó un conector subterráneo que finaliza en los tanques de agua del club. Sin embargo, estos manantiales fueron tapados y embaulados por las posteriores construcciones de quintas personales a los alrededores del parque. Desde inicios del 2010, la laguna artificial que servía como reservorio empezó a sedimentarse, por lo que el club tuvo que prescindir de ella. Por esta razón, el club devolvió dicho comodato a la comunidad. Bajo este motivo, la Alcaldía de El Hatillo decidió convertir dichos terrenos en un parque recreativo, cuyo principal atractivo es su gran laguna ubicada en el centro del mismo. Sin embargo, al ser los costos para mantener dicho cuerpo de agua extremadamente altos, se preve que la misma desaparezca entre los años 2037 y 2067.

### Iglesia Ortodoxa de San Constantino y Santa Elena
La Iglesia Ortodoxa de San Constantino y Santa Elena fue donada por la Iglesia ortodoxa rumana de Venezuela y el Gobierno de Rumania a la comunidad ortodoxa residente en la capital de Venezuela. Alrededor del mundo sólo existen 15 templos religiosos de este tipo, de los cuales solo 2 se encuentran fuera de Rumania. Es una iglesia caracterizada por su construcción artesanal que constituye una importante muestra de la arquitectura religiosa ortodoxa del siglo XVI. El inmueble está construido en su totalidad con maderas de abeto y roble traídas de Rumania. El ensamblaje de la construcción, sin ningún tipo de herrajes, fue hecho por artesanos rumanos originarios del distrito de Maramureş en Transilvania, llegados al país específicamente para la edificación de la iglesia. Las tejas, alrededor de cuarenta mil, fueron talladas y colocadas de manera individual. Presenta una sola nave carente de muebles. La parte central de la estructura tiene un campanario al que se accede por escaleras. Uno de los elementos más notables de este inmueble es una angosta escalera que fue tallada en un solo tronco.